# Třída A (1913)
Třída A byla třída ponorek norského námořnictva. Celkem byly postaveny čtyři jednotky této třídy. Norské námořnictvo roku 1914 zařadilo tři, přičemž čtvrtá byla dokončena pro Německé císařské námořnictvo a po první světové válce byla v rámci reparací předána Francii. Trojice norských ponorek se dočkala ještě druhé světové války, kdy již byly velmi zastaralé. Všechny byly ztraceny při německé invazi do Norska.

## Stavba
Celkem byly objednány čtyři jednotky této třídy. Postavila je německá loděnice Germaniawerft v Kielu. Jejich stavba byla zahájena roku 1911. První tři ponorky norské námořnictvo zařadilo do služby roku 1914. Čtvrtá ponorka byla po vypuknutí první světové války zabavena a dokončena pro německé námořnictvo jako U0.
Jednotky třídy A:
| Jméno | Založení kýlu | Spuštěn        | Vstup do služby | Osud                                                                                       |
| ----- | ------------- | -------------- | --------------- | ------------------------------------------------------------------------------------------ |
| A2    | 1911          | 1913           | 1914            | Dne 9. dubna 1940 poblíž Tønsbergu najela na břeh a byla zajata Němci. Sešrotována.        |
| A3    | 1911          | 1913           | 1914            | Dne 15. dubna 1940 poblíž Tønsbergu potopena vlastní posádkou.                             |
| A4    | 1911          | 1913           | 1914            | Dne 15. dubna 1940 poblíž Tønsbergu potopena vlastní posádkou.                             |
| A5    | 1912          | 9. května 1914 | srpen 1914      | Dokončena pro Německé císařské námořnictvo jako U0, později UA. Roku 1918 předána Francii. |

## Konstrukce

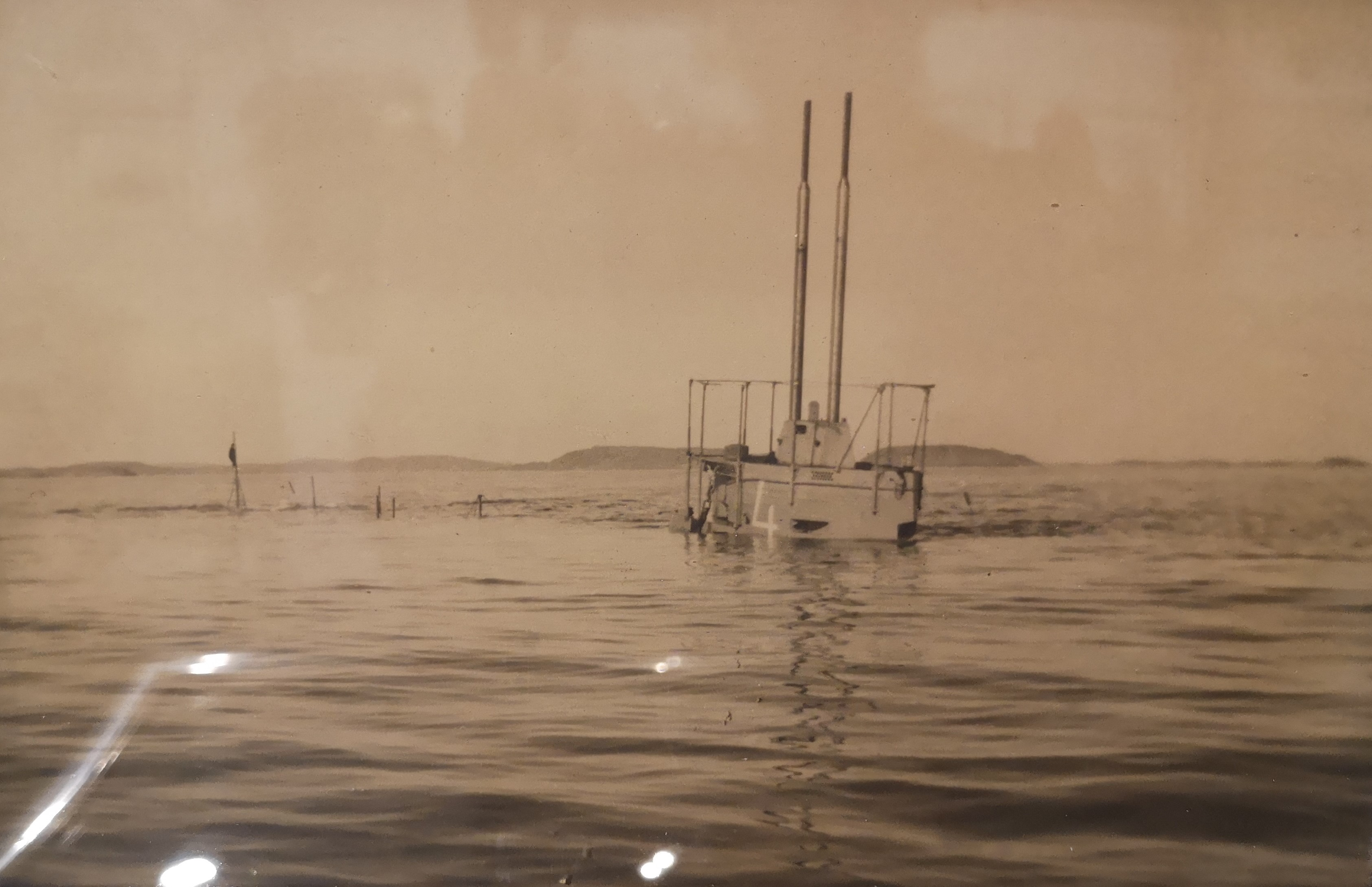
Ponorka A4

Ponorky měly dvouplášťovou konstrukci. Vyzbrojeny byly dvěma příďovými a jedním záďovým 450mm torpédometem se zásobou pěti torpéd. Pohonný systém tvořily dva diesely o výkonu 700 hp a dva elektromotory o výkonu 380 hp, pohánějící dva lodní šrouby. Nejvyšší rychlost dosahovala 14,5 uzlu na hladině a devět uzlů pod hladinou. Dosah byl 900 námořních mil při rychlosti deset uzlů na hladině a 76 námořních mil při rychlosti tří uzlů pod hladinou. Operační hloubka ponoru dosahovala padesát metrů.

### Modifikace
Výzbroj německé ponorky UA roku 1917 posílil jeden 88mm kanón.